# Flamarens
 Flamarens  là một xã thuộc tỉnh Gers trong vùng Occitanie tây nam nước Pháp. Xã này có độ cao 77-212 mét trên mực nước biển.